# Furta
Furta é um município da Hungria, situado no condado de Hajdú-Bihar. Tem 42,85 km² de área e sua população em 2015 foi estimada em 1.170 habitantes.